# جائزة المانغا القادمة
جائزة المانغا القادمة (باليابانية: 次にくるマンガ大賞) هي جائزة سنوية للمانغا مقدمة من قبل مجلة دافشي للناشر كادوكاوا دوانغو وموقع نيكونيكو. وهي مقسمة إلى فئتين: واحدة للمانغا المطبوعة، وواحدة للمانغا الرقمية على الويب.

## نبذه
تم إنشاء الجائزة في الأصل في 6 تشرين الأول/أكتوبر 2014، كتعاون بين مجلة دافشي للناشر كادوكاوا دوانغو وموقع نيكونيكو. تنقسم الجائزة إلى فئتين، الأولى للمانغا التي تم نشرها في المطبوعات الورقية، والثانية للمانغا المنشورة عبر الإنترنت. لكي تكون المانغا مؤهلة، يجب أن تكون متسلسلة حاليًا وتحتوي على خمسة مجلدات منشورة على الأقل أو بدأت في التسلسل بعد 1 كانون الثاني/يناير. يتم اختيار الفائز من خلال تصويت المعجبين. وحتى عام 2021، كان التصويت مقصورًا على اليابان. ولكن في عام 2021 تم إطلاق موقع إلكتروني باللغة الإنجليزية.

## الفائزون
| السنة | المطبوعة                                                         | الرقمية                                            | م.            |
| ----- | ---------------------------------------------------------------- | -------------------------------------------------- | ------------- |
| 2015  | أكاديميتي للأبطال لكوهيي هوريكوشي                                | الحب صعب على الأوتاكو لفوجيتا                      | [ 3 ] [ 4 ]   |
| 2016  | Sesuji o Pin! to: Shikakō Kyōgi Dance-bu e Yōkoso لتاكوما يوكوتا | Tomo-chan wa Onnanoko! لفوميتا ياناغيدا            | [ 5 ] [ 6 ]   |
| 2017  | كاغويا ساما: الحب حرب لأكا أكاساكا                               | Uramichi Onii-san لغاكو كوزي                       | [ 7 ]         |
| 2018  | Raise wa Tanin ga Ii لأسوكا كونيشي                               | السينباي الخاص بي مزعج لشيرو مانتا                 | [ 8 ]         |
| 2019  | مذكرات العطارة لإيتسوكي ناناو، وناتسو هيوغا، ونيكوكوراغ          | سباي إكس فاميلي لتاتسويا إيندو                     | [ 9 ]         |
| 2020  | أنديد أنلاك ليوشيفومي توزوكا                                     | الأخطار في قلبي لنوريو ساكوراي                     | [ 10 ] [ 11 ] |
| 2021  | أبناء نجمتهم المفضلة لاكا اكاساكا ومينغو يوكوياري                | كايجو رقم 8 لناويا ماتسوموتو                       | [ 12 ]        |
| 2022  | Medarisuto لتسورومايكادا                                         | Super no Ura de Yani Sū Futari لجينوشي             | [ 13 ]        |
| 2023  | Seitokai ni mo Ana wa Aru! لموتشيمارو                            | Ki ni Natteru Hito ga Otoko Janakatta لسوميكو أراي | [ 14 ]        |

## روابط خارجية
- الموقع الرسمي